# Alfred Coville
Pour les articles homonymes, voir Coville.
Alfred Coville est un historien et administrateur français, membre de l'Institut, né le 11 août 1860 à Versailles et mort le 30 mars 1942 à Paris 7e.

## Biographie

### Parcours
Élève de l'École des chartes, il en sort en 1885 après avoir rédigé une thèse intitulée Recherches sur les États de Normandie au XIVe siècle. Agrégé d'histoire dès 1883, il est professeur au lycée de Caen la même année avant d'entamer une carrière universitaire à Dijon (1884), Caen (1886) et Lyon (1886).
Coville entre alors dans l’administration académique comme recteur de l'académie de  Clermont-Ferrand (1904). Il est ensuite inspecteur général de l'Instruction publique (1912), directeur de l’Enseignement secondaire (1914) puis directeur de l'Enseignement supérieur (1917-1927).
Il est élu membre de l'Académie des inscriptions et belles-lettres en 1928 et président du Conseil de perfectionnement de l’École des chartes en 1935.

### Vie privée
Il est inhumé au cimetière parisien de Bagneux (division 38).

## Publications
- Les Cabochiens et l'ordonnance de 1413, Paris : Hachette, 1888
- Les États de Normandie, leurs origines et leur développement au XIVe siècle, Paris : impr. nationale, 1894
- « Les premiers Valois et la Guerre de Cent ans (1328-1422) » dans l'Histoire de France depuis les origines jusqu'à la Révolution d’Ernest Lavisse, Paris : Hachette, 1902
- Recherches sur l'histoire de Lyon du Ve au IXe siècle, Paris : Picard, 1928
- Jean Petit. La question du tyrannicide au commencement du XVe siècle, Paris : Picard, 1932
- Recherches sur quelques écrivains du XIVe et du XVe siècle, Paris : Droz, 1935
- La Vie intellectuelle dans les domaines d'Anjou-Provence de 1380 à 1435, Paris : Droz, 1941